# Marsdenia fulva
Marsdenia fulva är en oleanderväxtart som beskrevs av Rudolf Schlechter. Marsdenia fulva ingår i släktet Marsdenia och familjen oleanderväxter. Inga underarter finns listade i Catalogue of Life.